# Vilhelm 6. af Hessen-Kassel
Vilhelm 6. af Hessen-Kassel (23. maj 1629 – 16. juli 1663), også kaldet Vilhelm den Retfærdige (tysk: Wilhelm der Gerechte), var landgreve af Hessen-Kassel fra 1637 til sin død. Han var søn af Vilhelm 5. af Hessen-Kassel og Amalie Elisabeth af Hanau-Münzenberg.

## Efterkommere
I 1649 giftede Vilhelm sig med Hedvig Sophie af Brandenburg (1623–1683). Hun var datter af kurfyrste Georg Vilhelm af Brandenburg-Preussen. De fik syv børn: 
- Charlotte Amalie (1650 – 1714), der blev dronning af Danmark-Norge. Hun giftede sig med den senere konge Christian 5. i 1667.
- Vilhelm 7. (1651 – 1670), landgreve.
- Luise (11. september 1652 – 23. oktober 1652)
- Karl 1. (1654 – 1730), landgreve.
- Philipp (1655 – 1721), landgreve af Hessen-Philippsthal, gift med Katharina Amalia grevinde af Solms-Laubach, stamfader til landgreverne af Hessen-Philippsthal-Barchfeld.
- Georg af Hessen-Kassel (1658 – 1675).
- Elisabeth Henriette af Hessen-Kassel (1661 – 1683), gift med kong Frederik 1. af Preussen.